# Daṇḍa
Pour les articles homonymes, voir Danda.

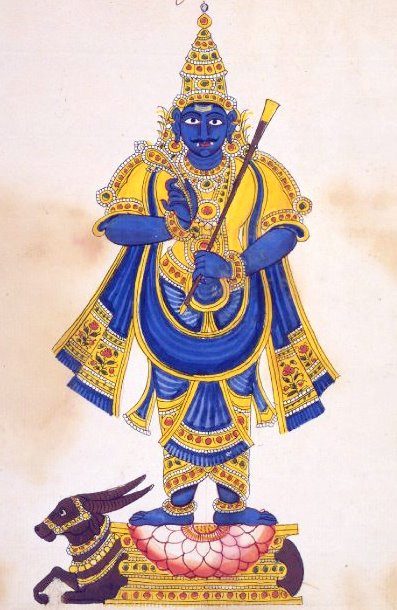
Yama tenant un daṇḍa. Gouache sur papier, 1814, British Museum.

Le daṇḍa (sanskrit selon IAST ; en devanāgarī : दण्ड) est un signe de ponctuation ‹ । › marquant la fin d'une phrase ou la moitié d'une stance. Le double daṇḍa ‹ ॥ › est utilisé pour marquer la fin d'une stance ou d'un paragraphe.
Le caractère Unicode du daṇḍa est 0964 et celui du double daṇḍa est 0965,.
Le signe se retrouve dans nombre d'écritures alphasyllabaires issues du Brahmi, parfois dans des graphies légèrement différentes sous forme oblique, comme dans certaines formes d'écritures philippines, et non sous forme verticale dans les écritures indiennes où le signe s'est imposé comme signe de ponctuation standard même hors de la poésie et des textes sacrés de l'hindouhisme et du bouddhisme qui en ont assuré la diffusion et l'usage, bien avant l'introduction des signes de ponctuation que l'on connait dans les écritures européennes).
Ce terme signifie également bâton, massue, sceptre, ou encore, au sens figuré, châtiment.
Daṇḍa est, dans la mythologie hindoue, le fils de Dharma et Kriyā, personnifiant le châtiment.